# Сьоґунат Муроматі

Емблема мон сьоґунів Асікаґа — квітка павловнії.

Сьоґуна́т Мурома́ті (яп.　室町幕府 — муроматі бакуфу, 1338—1573) — самурайський уряд на чолі з сьоґунами з роду Асікаґа. За іменем цього роду він також знаний як сьоґунат Асікаґа (яп.　足利幕府 — асікаґа бакуфу).
Часи правління сьоґунів Асікаґа називають періодом Муроматі, за назвою району Муромачі в місті Кіото, у якому розташовувалась урядова резиденція.
Засновником цього сьоґунату є Асікаґа Такаудзі, який допоміг імператору повалити попередній самурайський уряд в Камакура. Нові сьоґуни ділили частину своїх повноважень із імператорським двором, тому їх уряд був слабший за Камакурський. Владу на місцях контролювали призначені урядом самураї або місцева знать, які згодом переросли у формально незалежних воєнних правителів даймьо. Посилення відцентрових тенденцій призвело до початку міжусобиць в країні — періоду Сенґоку.
У 1573 один із регіональних даймьо, Ода Нобунаґа, вигнав останнього 15-го сьоґуна Ашікаґа Йосіакі зі столиці і поклав край існуванню сьоґунату. У 1588 році Йосіакі повернув титул сьоґуна імператорському двору.

## Сьоґуни
|           | Українською       | Японською | Роки життя  | Роки правління |
| --------- | ----------------- | --------- | ----------- | -------------- |
| 1         | Асікаґа Такаудзі  | 足利尊氏  | 1305—1358   | 1338—1358      |
| 2         | Асікаґа Йосіакіра | 足利義詮  | 1330—1367   | 1358—1367      |
| 3         | Асікаґа Йосіміцу  | 足利義満  | 1358—1408   | 1368—1394      |
| 4         | Асікаґа Йосімоті  | 足利義持  | 1386—1428   | 1394—1423      |
| 5         | Асікаґа Йосікадзу | 足利義量  | 1407—1425   | 1423—1425      |
| 6         | Асікаґа Йосінорі  | 足利義教  | 1394—1441   | 1429—1441      |
| 7         | Асікаґа Йосікацу  | 足利義勝  | 1434—1443   | 1442—1443      |
| 8         | Асікаґа Йосімаса  | 足利義政  | 1436—1490   | 1449—1473      |
| 9         | Асікаґа Йосіхіса  | 足利義尚  | 1465—1489   | 1473—1489      |
| 10        | Асікаґа Йосікі    | 足利義材  | 1466—1523   | 1490—1493      |
| 11        | Асікаґа Йосідзумі | 足利義澄  | 1480—1511   | 1494—1508      |
| 10 вдруге | Асікаґа Йосітане  | 足利義稙  | див. Йосікі | 1508—1521      |
| 12        | Асікаґа Йосіхару  | 足利義晴  | 1511—1550   | 1521—1546      |
| 13        | Асікаґа Йосітеру  | 足利義輝  | 1536—1565   | 1546—1565      |
| 14        | Асікаґа Йосіхіде  | 足利義栄  | 1538—1568   | 1568           |
| 15        | Асікаґа Йосіакі   | 足利義昭  | 1537—1597   | 1568—1573      |